# Eslamabad (provincia di Dezful)
Eslāmābād (farsi اسلام اباد) è una città dello shahrestān di Dezful, circoscrizione di Centrale, nella provincia del Khūzestān. Aveva, nel 2006, una popolazione di 4.939 abitanti.